# Острва Торесовог мореуза
Острва Торесовог мореуза су група од најмање 274 малих острва која леже у појасу око Торесовог мореуза. Налазе се на крајњем северу аустралијског континента, на појасу који раздваја полуострво Јорк од острва Нова Гвинеја.
Већина острва су у саставу Аутономне регије Острва Торесовог мореуза, а само мањи приобални део око копна Нове Гвинеје припада Западној Провинцији, Папуа Нове Гвинеје, укључујући и град Дару. Аутономна регија Острва Торесовог мореуза су у саставу државе Квинсленд и саставни су део Комновелта Аустралија са посебним статусом. Аутономија им даје право на употребу матерњег језика, очувању сопствене меланежанске културе, те права везана за земљиште.
Само 14 острва су насељена, а многим острвима прети опасност опстанка због пораста нивоа мора.

## Историја
Иако је острва око мореуза открио шпански истраживач Луис де Торес 1606, архипелаг није био од посебног интереса за Европљане. Тек много касније, интересовање за острва је порасло због осигураног пролаза између острва, те су постала део британских колонија.
У XVIII веку енглески истраживачи су више пута посетили острва и детаљно описали њихове становнике те исцртали карте овог архипелага. 
Током XIX века острва су постала средиште привредног риболова и узгоја морског краставца и бисера. Учестали долазак Европљана у великој мери је утиче на животе мештана. Након тога, на острва досељавају и многи радници са Филипина, Малаје, Јапана и других пацифичких острва. Због економског потенцијала острва, британска колонија Квинсленд, је интензивно покушавао да преузме контролу над њима. У том циљу подигли су градић Сомерсет на полуострву Јорк и поставили гувернера за Острва Торесовог мореуза. 
Међутим, острва једно време потпадају под јурисдикцију гувернера Фиџија и Високог комесара Западнотихоокенских територија, а онда и колонијална управа у Новој Гвинеји. Након стицања независности државе Папуа Нова Гвинеја, архипелаг припада Квинсленду, а Острва Торесовог мореуза добијају аутономију тек 1994. године.